# متحف البحرية الهولندي
متحف البحرية الهولندي (بالهولندية: Het Scheepvaartmuseum) هو متحف بحري في أمستردام، هولندا. من تصمم المهندس المعماري الهولندي دانيال ستالبارت. زاره عام 2012 ‏ نحوَ 419,060 زائر. كان المتحف رقم 11 من بين أكثر المتاحف زيارة في هولندا 2013. يعرض المتحف البحري الهولندي الوطني في أمستردام تأريخ الملاحة الهولندية في بحر الشمال. وقصة الهولنديين البحرية. مغامرات موريتيوس وهولانديا وأمستردام، التي أبحرت معاً من تيكسل إلى الشرق مع السفينة الصغيرة دوفكن. والعديد من ملامح البحرية الهولندية في عصرها الذهبي.

## تأريخ
لقد أُنشئ المتحف البحري الوطني الهولندي، مكان المستودع البحري الوطني الذي كان سابقا ترسانة للأسطول البحري الهولندي، منذ أكثر من 300 عام. مًعتمداً على مجموًعة فريدة يحتويها المتحف من القطع الأثرية المرتبطة بالشحن والإبحار، المتخصصة في تاريخ هولندا البحري. والتي تعد ثاني أكبر مجموعة بحرية في العالم.

## وصلات خارجية
- "المتحف البحري الوطني في أمستردام" الصفحة الرسمية (باللغة الهولندية، والإنجليزية، بالإضافة إلى تسع لغات أخرى).